# Katedra asijských studií Filozofické fakulty Univerzity Palackého

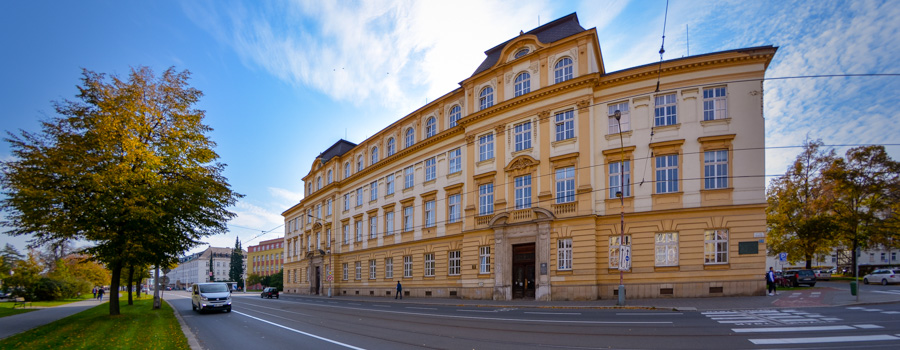
Budova Katedry asijských studií v Olomouci

Katedra asijských studií Filozofické fakulty Univerzity Palackého v Olomouci je akademickým pracovištěm zabývajícím se současným jazykem a kulturou asijského regionu s důrazem na oblast východní a jihovýchodní Asie. Co do počtu studentů a akademických pracovníků je největším pracovištěm tohoto druhu v České republice. Úspěchy v získávání českých i mezinárodních grantů a výrazný nárůst vědecké činnosti činí z Katedry Asijských studií FF UP přední instituci tohoto druhu v České republice. Od roku 2017 je vedoucím Katedry asijských studií lingvista a odborník na papuánské jazyky František Kratochvíl, MA, Ph.D.

## Historie asijských studií na olomoucké univerzitě

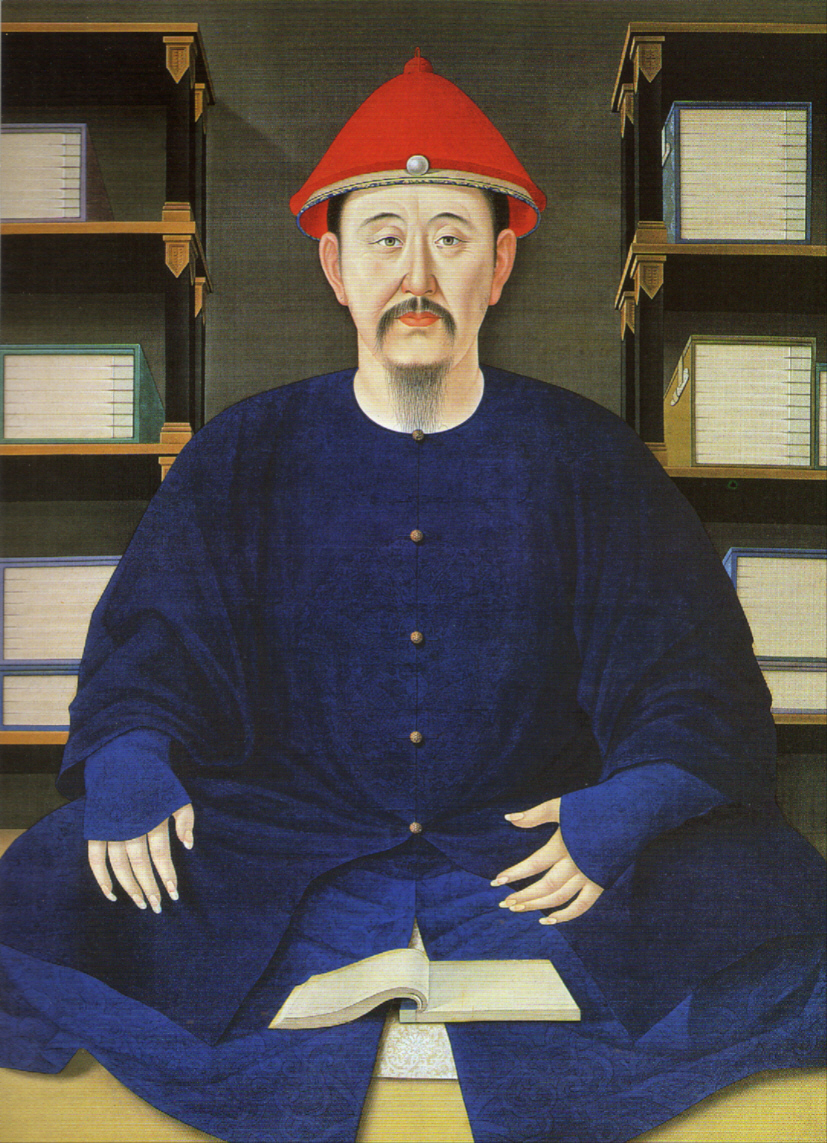
Císař Kchang-si, na jehož dvoře působil od roku 1717 Karel Slavíček, absolvent a dřívější profesor Filozofické fakulty olomoucké univerzity

### Jezuitská univerzita (1573–1762)
Univerzita Palackého byla založena v roce 1573 jezuitským řádem. Obor teologie byl záhy doplněn o obory práva, medicíny, astronomie a jazyků. Mnoho absolventů olomoucké univerzity bylo vysláno coby jezuitští misionáři do Asie či do Nového světa – mezi ně patří Václav P. Kirwitzer, Valentýn I. Stansel, Augustýn Strobach, Matěj Kukulín, Pavel Klein (autor prvního slovníku Tagalagu), Karel Slavíček (autor jedné z prvních map Pekingu), Ignatius Sichelbart, Christian Schneider, či Jan Koffler. 
Během vlády královny  Marie Terezie došlo k reformě školství, která zapříčinila konflikt mezi ní a jezuitským řádem. Tento konflikt vyvrcholil odebráním samosprávy, a následnou proměnou Olomouce do pevnosti, která měla sloužit jako obrana proti pruské expanzi do Slezska. Josef II. pak apeloval na papeže Klementa XIV., aby rozpustil jezuitský řád, načež se tak v roce 1777 stalo. Olomoucká univerzita byla degradována na lyceum. Habsburkové se rozhodli centralizovat terciární školství do Prahy, Vídně a Lvova. Olomoucká univerzita získala status vysoké školy znovu až v roce 1827. Z této éry je známo pouze několik orientalistů – např. Johann M. Jahn, nebo Alois Musil (objevitel pouštního zámku Qusayr´Amra v Jordánsku).
Po účasti olomouckých studentů a profesorů na revoluci v roce 1848 došlo k uzavření filozofické fakulty v roce 1851, k jejímuž obnovení došlo až v roce 1946.

### Obnovení univerzity (1946)
Po obnovení se sinologie vůbec poprvé stala samostatným univerzitním oborem. Sinologie a s ní i indologie se začaly vyučovat roku 1946 na univerzitě pojmenované po českém historikovi a politikovi Františku Palackému (1798–1876). Podnět k založení nových oborů vzešel ze zájmu rektora univerzity Josefa Ludvíka Fischera o orientalistická studia a o kontakty s asijskými zeměmi, jež se za soudobé mezinárodní politické situace zdály značně výhodné. Orientalistické obory začaly být na UP pěstovány především díky pražským externím učitelům indologu profesoru Vincenci Lesnému (byl také děkanem Filozofické fakulty) a sinologu profesoru Jaroslavu Průškovi (vedl obor sinologie). Jaroslav Průšek přivedl do Olomouce také svého žáka Augustina Paláta a společně se pak podíleli na vedení sinologických přednášek a seminářů. Na začátku padesátých let však byli učitelé zásahem tehdejšího vedení univerzity do organizace studia přinuceni přesunout obor do Prahy.
Mezi osobnosti působící v této době na Olomoucké univerzitě patří Vincenc Lesný (překladatel bengálského autora Rabindranatha Thákura), Jaroslav Průšek (spolupřekladatel Konfuciovy analogie), Augustýn Palát (překladatel tchangské poezie), Karel Werner, Oldřich Švarný (autor prozodické transkripce mluvené čínštiny).

### Založení Katedry asijských studií (1991)
Z podnětu profesora Josefa Jařaba, tehdejšího rektora UP, byly v roce 1991 zahájeny přípravy ke znovuzřízení oboru Čínská filologie, jejichž realizace se chopil vedoucí katedry romanistiky Jiří Černý, a v září 1993 byl obor jako součást nově vzniklého Kabinetu Dálného východu při katedře romanistiky otevřen. Program Čínská filologie byl řízen Lucií Olivovou a Oldřichem Švarným, program Japonská filologie, který také vznikl v roce 1993, pak Alicí Kraemerovou a Pavlem Flanderkou. V říjnu 1994 na FF UP nastoupil jako asistent oboru čínská filologie David Uher, který v roce 2002 úspěšně ukončil doktorské studium na Nankingské univerzitě a získal titul Ph.D. Na jaře 1998 byl Oldřich Švarný jmenován na FF UP docentem, a o dva roky později profesorem.
V roce 2002 byl Kabinet Dálného východu přejmenován na Katedru asijských studií. V čele nově vzniklé katedry v roce 2002 stanul dr. David Uher, který ji vedl až do srpna 2014. Mezi roky 2014 a 2016 vedla katedru dr. Ivona Barešová. Od roku 2017 je vedoucím katedry dr. František Kratochvíl. Katedra expandovala nejen v počtech studentů, ale také v počtu nabízených programů. Započaly se zde vyučovat kurzy korejštiny, indonéštiny a vietnamštiny, které byly později povýšeny na celé programy. Korejština pro hospodářskou praxi (Bc.) byla otevřena v roce 2015, následována Indonéštinou pro cestovní ruch (Bc.) v roce 2016 a Vietnamskou filologií (Bc.) v roce 2019. Všech pět jazyků je obsaženo jako specializace v samostatném studijním magisterským programu Asijská studia, vyučovaným také od roku 2019. Rovněž jsou nabízeny dva doktorské programy – Jazyky a kultury Číny a Japonska, a  Asijská studia. V roce 2019 bylo přijato více než 200 studentů dohromady do bakalářských studií, a okolo 40 studentů do magisterských programů. Kromě výše zmíněných oborů jsou na katedře pravidelně vyučovány rodilými mluvčími i další asijské jazyky jako např. kantonština, tchajwanština, ujgurština a uzbečtina.  

## Obory
- Bakalářské:
  - Čínská filologie (samostatný studijní program, program maior, program minor)
  - Indonéská studia se zaměřením na cestovní ruch (samostatný studijní program)
  - Japonská filologie (samostatný studijní program, program maior, program minor)
  - Korejština pro hospodářskou praxi (samostatný studijní program)
  - Vietnamská filologie (samostatný studijní program, program maior, program minor)
- Magisterské:
  - Asijská studia (samostatný studijní program, program maior)
  - Asijská studia se specializací (samostatný studijní program)
    - čínský jazyk a kultura
    - indonéský jazyk a kultura
    - japonský jazyk a kultura
    - korejský jazyk a kultura
    - vietnamský jazyk a kultura
- Doktorské:
  - Asijská studia
  - Jazyky a kultura Číny a Japonska

## Aktivity Katedry asijských studií

### Publikace
Mezi publikace pracovníků Katedry asijských studií, které vznikly během posledních let, patří: 
- Moral Economic Transitions in the Mongolian Borderlands (H. A. Waters, 2023),
- Voiced and Voiceless in Asia (H. Zawiszová, M. Lavička, 2023),
- Vyprávění o Sim Čchǒng a Vyprávění o Unjǒng (P. Lee, 2022),
- Svět v sinogramech (T. Slaměníková, D. Uher, 2022),
- China's Avant-Garde, 1978–2018 (G. Strafella, 2022),
- Interests and Power in Language Management (M. Nekula, T. Sherman, H. Zawiszová, 2022),
- Čínsko-český slovník (O. Kučera, V. Žuja a kol, 2021),
- Vietnamese Organized Crime in the Czech Republic (M. Nožina, F. Kraus, 2020),
- Central Europeans in Korea: Alice Schalek, Alma Karlin, Fritz Hansgirg, and Many Others (A. Schirmer, 2020),
- Legenda Komači: Ono no Komači - básně a básnířka v divadelních hrách nó (Z. Švarcová, 2019),
- Dějiny Čínské lidové republiky: 1949-2018 (I. Bakešová, O. Kučera, M. Lavička, 2019),
- Lexikon kinematografie čínského světa (K. Hladíková, P. Janda, 2018),
- Modernizace Japonska zachycená v tradiční poezii tanka a haiku (S. Martinásková, 2018),
- On 'doing friendship' in and through talk: Exploring conversational interactions of Japanese young people (H. Zawiszová, 2018),
- Čínské znakové písmo: Synchronní model tradiční kategorizace (T. Slaměníková, 2018),
- Koreans in Central Europe: To Yu-ho, Han Hŭng-su, and Others (A. Schirmer, 2018),
- Dějiny Vietnamu (L. Hlavatá, J. Ičo, P. Karlová, K. Kučera, M. Strašáková, Š. Šimečková, 2018),
- Japanese Given Names: A Window Into Contemporary Japanese Society (I. Barešová, 2016),
- Im Zwischenraum - Zigeuner in Zentralasien (O. Günther, 2016),
- Tónové změny v moderní čínštině ze sociolingvistické perspektivy (Z. Pospěchová, 2016),
- Japonština (kolektiv autorů, 2015),
- Úvod do hospodářského zeměpisu Japonska (S. Martinásková, M. Šturdík, 2015),
- Japonská kultura (I. Barešová, J. Matela, B. Dohnálková, 2015),
- Etiketa obchodního styku (M. Šturdík, 2015),
- Nihongo čúkjú/ 日本語中級 (T. Watanabe, 2015),
- Prosodická gramatika čínštiny (O. Švarný, D. Uher, UP 2014),
- The exotic other and negotiation of Tibetan self: representation of Tibet in Chinese and Tibetan fiction of the 1980s (K. Hladíková, 2013),
- Hanská grammatologie (D. Uher, 2013),
- Ideogramy v moderní čínštině (T. Slaměníková, 2013),
- Moderní čínská literatura (K. Hladíková, 2013),
- "Shuo wen jie zi" xue shuo, zi yuan, wen hua (D. Uher, UP 2012),
- Současná hovorová řeč mladých Japonců (I. Barešová, H. Zawiszová, 2012),
- Moderní čínština pro nesinology (kolektiv autorů, 2011),
- Učební slovník jazyka čínského (O. Švarný, 1998–2000),
- sada učebnic Hovorová čínština (O. Švarný, D. Uher: Úvod do studia hovorové čínštiny; O. Švarný a kol.: Hovorová čínština v příkladech; O. Kučera a kol.: Učebnice čínských znaků; D. Uher a kol.: Učebnice čínské konverzace 1, 2; T. Slaměníková a Guo Y.: Čínská obchodní konverzace, 2014).

### Časopisy
Katedra je rovněž jediným vysokoškolským pracovištěm v České republice, které vydává orientalistický časopis Dálný východ. Hlavním editorem periodika je doc. David Uher. První číslo vyšlo již v roce 2011.

### Granty
Katedra asijských studií FF UP je úspěšná v získávání českých i mezinárodních grantů, např. GAČR, TAČR, MSCA (Marie Skłodowska-Curie Actions), OPVVV, granty Ťiang Ťing-kuovy nadace apod.

##### Sinofon
Prestižní výzkumný projekt Sinofonní příhraničí - interakce na okraji si kladl za cíl informovat nejen odbornou, ale i širokou veřejnost o všestranném pohledu na šíření kulturního a politického vlivu Číny. Univerzita Palackého získala na tento projekt grant ve výši 175 miliónů korun v rámci výzvy Excelentní výzkum Operačního programu výzkum, vývoj, vzdělávání. Sinofon byl založen na výzkumné koncepci zaměřit se na vliv Číny z pohledu okolních států. Hlavními objekty zkoumání tohoto interdisciplinárního výzkumu byla témata jako: rozšiřování politického, ekonomické a kulturního vlivu, migrace, bezpečnost a národní identita. Součástí mezinárodního týmu odborníků, jenž se shromáždil na UP, byli např. antropolog oceněný cenou Neuron, Martin Soukup, antropoložka Svetlana Jacquesson, politolog Alfred Gerstl, uznávaný chemik Zdeněk Trávníček, či lingvista František Kratochvíl. Mezinárodní spolupráce byla klíčem celého projektu, Univerzita Palackého spolupracovala se zahraničními univerzitami - např. s univerzitou v Cambridgi, v Leidenu, v Pensylvánii, a mnoha dalšími. V rámci tohoto projektu vznikl i think tank Central European Institute of Asian studies, a ve spolupráci bylo organizováno několik významných mezinárodních konferencí, např. EuroSEAS, ICAL, či EACS. Univerzita Palackého podepsala také předběžnou dohodu s Českou televizí na vzniku tematického televizního seriálu pod vedením dokumentaristy Petra Horkého. Od vzniku projektu již vzniklo více než sto publikací indexovaných v databázích SCOPUS a WoS.

### Konference
Katedra asijských studií každoročně již od roku 2006 organizuje Annual Conference on Asian Studies (ACAS), v roce 2023 proběhne již 17. ročník s názvem Interpretation and Misinterpretation. KAS také pravidelně organizuje letní, či zimní školy. V roce 2019 například proběhla letní škola Global Communication in Korean, či Summer School on Modern Asian Literatures and Cultures. V roce 2022 organizovala katedra ve spolupráci s Evropskou asociací japonských studií The 18th EAJS Workshop for Doctoral Students a na rok 2023 je naplánována letní škola Remote Ethnography: A Methodological Toolkit.

## Zahraniční spolupráce
Na základě bilaterálních dohod Katedra asijských studií FF UP spolupracuje s následujícími institucemi:
- Čína / Tchaj-wan / Hong Kong
  - School of Foreign Languages, Southwest Jiaotong University
  - Southwest University (Chongqing)
  - Communication University of China, Nanjing
  - Tianjin Normal University
  - Guizhou University
  - College of international studies and social sciences, National Taiwan Normal University
  - National Chengchi University
  - Beijing Institute of Technology 
  - The Chinese University of Hong Kong
  - National Chiao Tung University, Taiwan
  - Hong Kong Educational University
- Japonsko
  - Aichi Shukutoku University               
  - Gakushuin Women’s College             
  - Hiroshima Shudo University                
  - Kyoto Sangyo University                
  - Tokyo University of Foreign Studies    
  - Utsunomiya University                        
  - Osaka University

- Korea
  - Daegu University  
  - Hankuk University of Foreign Studies
  - Kangnam University
  - Kookmin University
  - Sogang University  
  - Soonchunhyang University
  - Kyungsung University

- Indonésie
  - UDAYANA University
- Evropa
  - Ruhr-Universitat Bochum
  - University of Ljubljana
  - University of Lodz
  - University of Latvia
  - Universita Komenského v Bratislavě
  - Ecole Pratique des Hautes Études
  - Univerzita v Leidenu
  - Università degli studi di Napoli L’Orientale
  - Jagiellonian University in Kraków

Členství v mezinárodních institucích:
- European Association for Chinese Studies (EACS)

- European Association for Japanese Studies (EAJS)
- European Association of Taiwan Studies (EATS)
- European Association for Southeast Asian Studies (EUROSEAS)
- European Association of Social Anthropology (EASA)
- European Alliance for Asian Studies
- International Association for Tibetan Studies (IATS)
- Linguistic Society of Taiwan
- Linguistic Society of Hong Kong
- Association for Linguistic Typology (ALT)
- Chinese Language Teachers’ Association
- Association for Austronesian Studies
- Central Eurasian Studies Society (CESS)